# Linha Matterhorn-Gotthard
A Linha Matterhorn-Gotthard - em alemão Matterhorn-Gotthard Bahn (MGB) - é o resultado da fusão da Furka-Oberalp (FO) e de Brig-Visp-Zermatt (BVZ). A MGB é uma linha de bitola métrica

## Furka-Oberalp

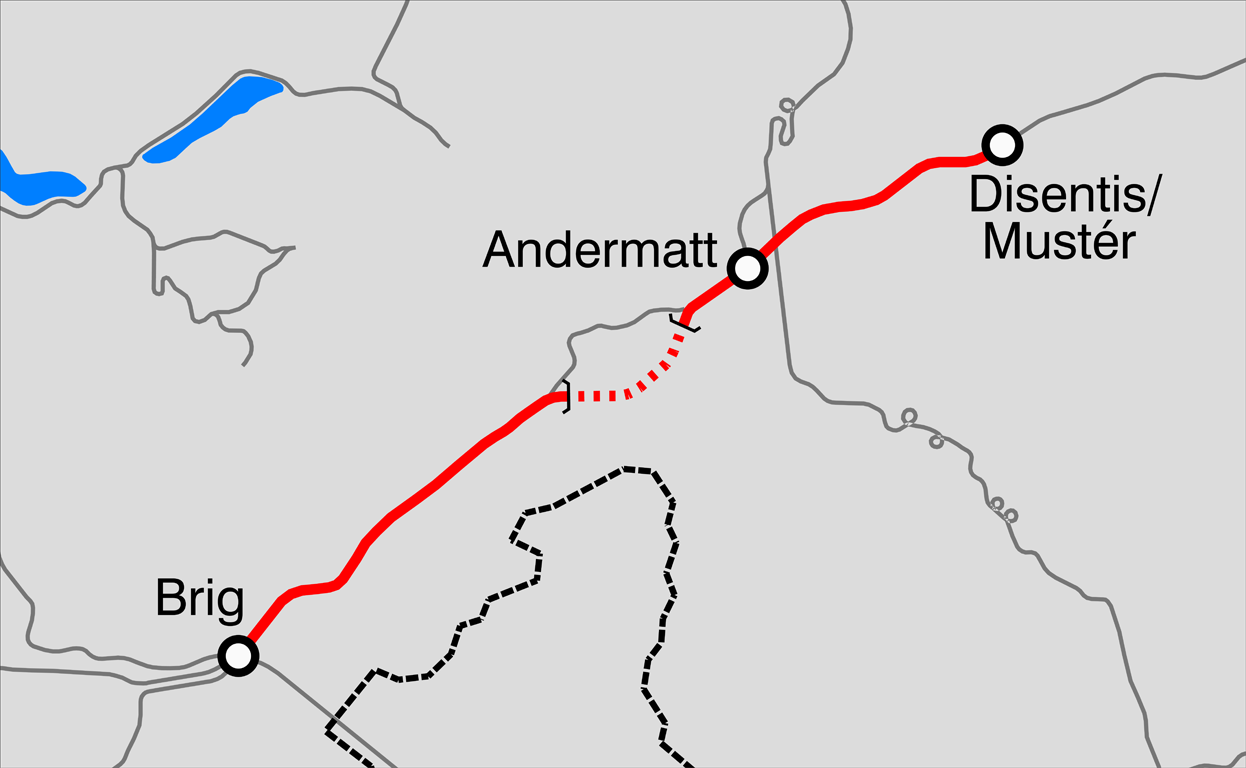
Oberalp-Bahn

A companhia BFD - Brigue-Furka-Oberalp - foi fundada em 1910 e a porção Briga-Gletsch foi aberto em 1915, mas a companhia faliu em 1923. Uma nova sociedade, a  Furka-Oberalp (FO), foi criada em 1925 e ficou com as infra-estructuras e o material rolante. A linha reabriu em 1926 e nos 97 km, nove secções eram a cremalheira.
Foi em 1930 que na ligação Zermatt-St. Moritz  foi lançamento do célebre Glacier Express. A electrificação terminou em 1942 e com a ajuda da Confederação Helvética foi perfurado um túnel de base entre 1973-82 de 15,4 km a partir de Oberwald, e que foi inaugurado em 26 de Junho de 1962 e permitia a exploração da linha durante todo o ano, assim como o carregamento de veículos automóveis.
A antiga linha do Passo da Furka foi retomada por uma associação de voluntários que fazem funcionar hoje a Linha da Furka.

## Brigue-Visp-Zermat
Aquando da sua inauguração em 1890 a linha BVZ retomava a linha internacional da Linha do Simplon para parar em Visp e só chegou a Zermatt em 1891. Durante vários anos a linha só funcionava de verão e só começou a ser utilizada o ano inteiro depois de se terem feito as protecções anti-avalanche.

## Itinerário
Actualmente o rede tem um total de 144 km dos quais 31.9 são equipados de cremalheira, e onde há 29 túneis e mais de 60 pontes
- Zermatt – Visp – Brigua – Túnel de base da Furka – Andermatt – Passo do Oberalp – Disentis/Mustér
- Andermatt – Göschenen

## Estrada-combóio
A MGB explora dois serviços de transporte de veículos por comboio, o chamado transporte combinado acompanhado:
- a travessia pelo Túnel de base da Furka  entre Oberwald  Valais  e Realp  Uri
- a travessia do Passo do Oberalp, entre Andermatt  Uri  et Sedrun  Grisões

## Imagens

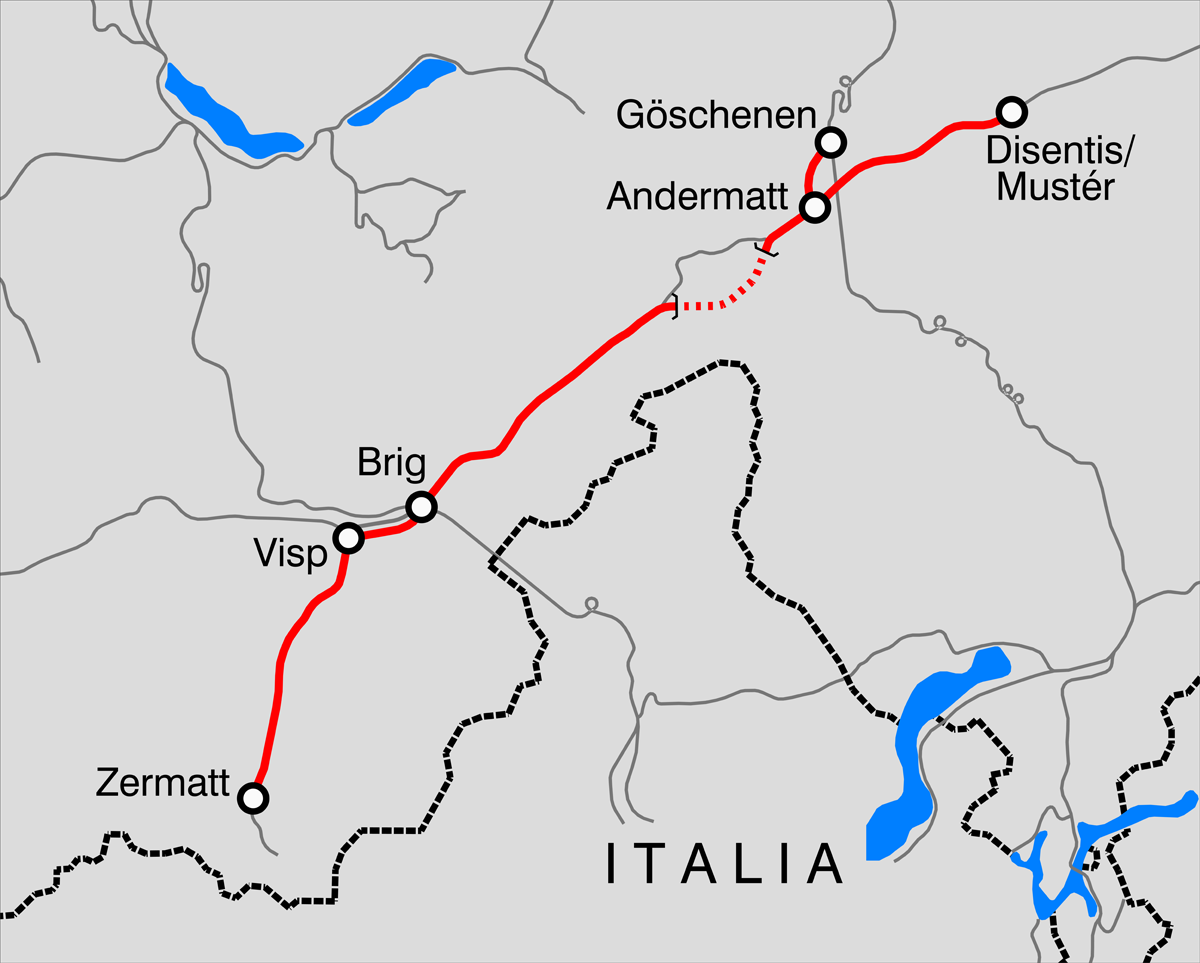
Rede da MGB
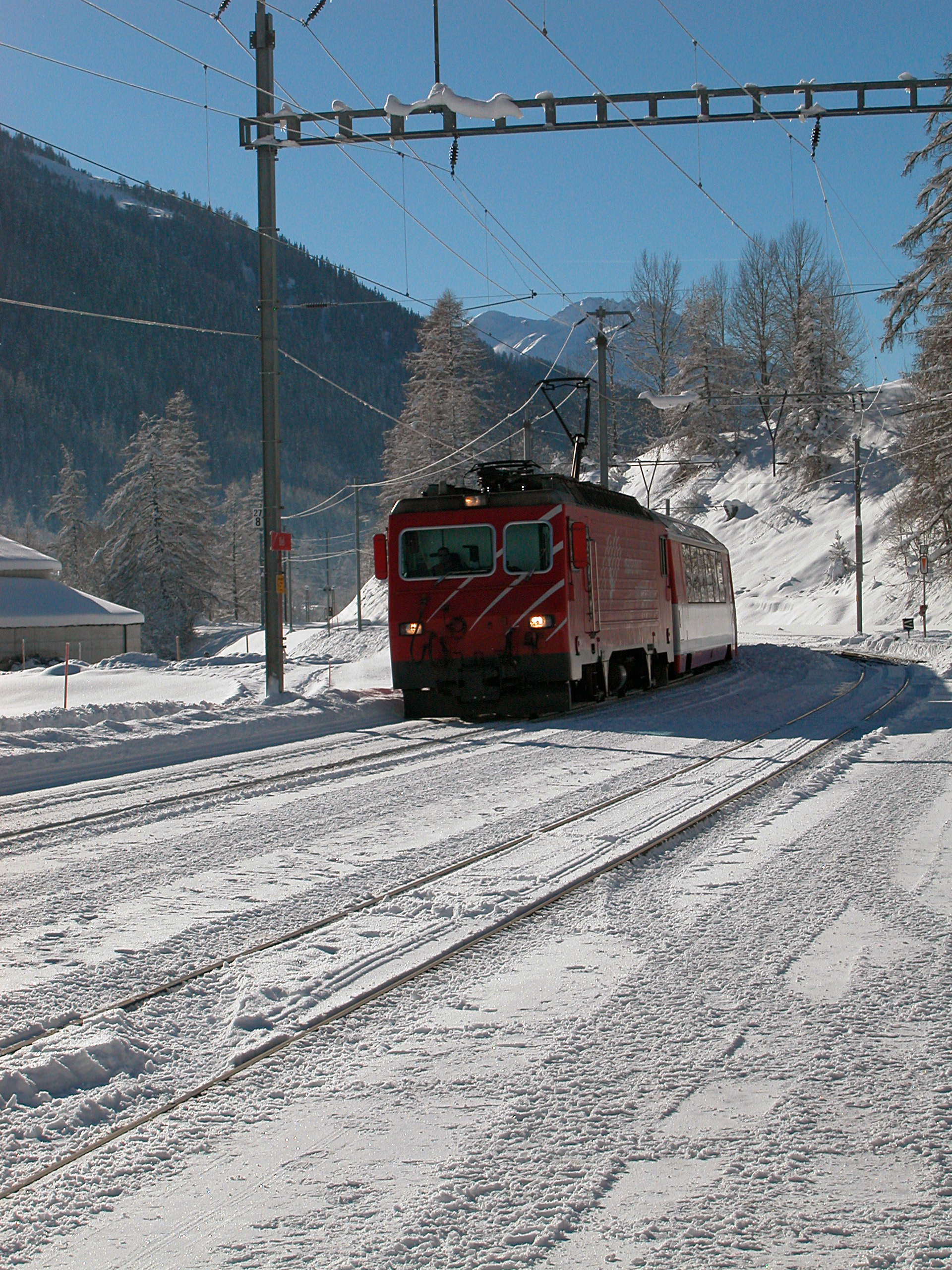
MGB
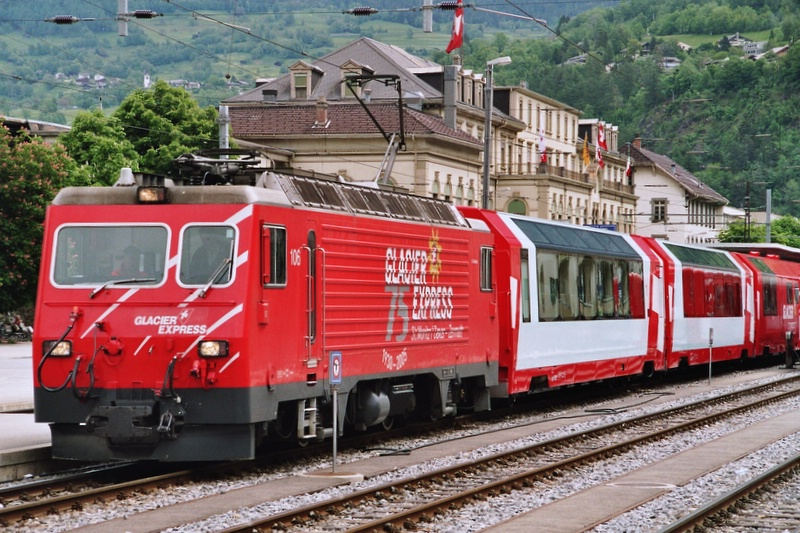
O Glacier Express em Brigue
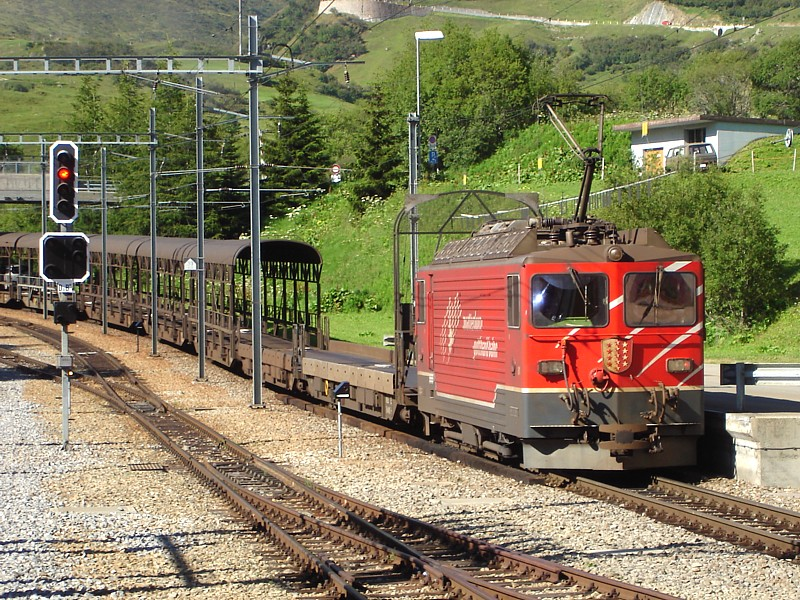
Transporte de veículos